# مها الحديوي
مها الحديوي (بالفرنسية: Maha Haddioui) (28 مايو 1988)، هي لاعبة جولف محترفة مغربية تلعب حاليا في Ladies European Tour. كما تأهلت ماها الحديوي إلى الألعاب الأولمبية الصيفية 2016 لتمثل بلدها المغرب في رياضة الغولف.

## وصلات خارجية
- ماها الحديوي على موقع رابطة أوروبا للاعبات الغولف المحترفات (الإنجليزية)
- ماها الحديوي على موقع اللجنة الأولمبية الدولية (الإنجليزية)
- ماها الحديوي على موقع أوليمبيديا (الإنجليزية)
- ماها الحديوي على موقع اللجنة الأولمبية المغربية (الفرنسية)

- http://ladieseuropeantour.com/player/?player=131355.htm